# Città di Montesilvano Calcio a 5
Città di Montesilvano Calcio a 5 – włoski klub futsalowy z siedzibą w Montesilvano, obecnie występuje w Serie B (druga klasa rozgrywkowa we Włoszech).

## Sukcesy
- Mistrzostwo Włoch: 2009/10
- UEFA Futsal Cup: 2010/11
- Puchar Włoch: 2006/2007